# Pedro I da Rússia
Pedro I (Moscou, 9 de junho de 1672 – São Petersburgo, 8 de fevereiro de 1725), apelidado de Pedro, o Grande, foi o Czar da Rússia de 1682 até à formação do Império Russo em 1721, continuando a reinar como imperador até sua morte. De pouco depois de sua ascensão até 1696, ele reinou junto com seu meio-irmão mais velho Ivã V. Pedro era o filho mais velho do czar Aleixo com sua segunda esposa Natália Naryshkina, vivendo seus primeiros anos tranquilamente até chegar ao trono com apenas dez anos de idade depois de ser escolhido como o novo soberano pela população moscovita.
Sua escolha não satisfez a família da primeira esposa de Aleixo e o exército Streltsi, que fomentaram uma sangrenta revolta junto com sua meia-irmã Sofia que instaurou Ivan como comonarca e ela como regente em nome dos dois. Pedro viveu sem ser incomodado no interior pelos sete anos seguintes ao mesmo tempo que Sofia governava o país, finalmente tirando o poder das mãos dela durante uma revolta em 1689 aos dezessete anos. Ele mesmo assim não assumiu o governo pessoalmente, deixando sua mãe e boiardos cuidando do país em seu nome.
Foi importante na modernização e ocidentalização da Rússia, país que já estava muito defasado em relação às potências ocidentais. Também deu ao seu país grande poder depois de derrotar a Suécia na Grande Guerra do Norte, que ficou marcada pela sua grande vitória na Batalha de Poltava em 1709. Ao se aperceber de que a Rússia era socialmente e tecnicamente atrasada, resolveu abrir uma janela para o ocidente, já como czar, a fim de ingressar no país ideias europeias de progresso. Não sem antes recolher a irmã Sofia aos costumes no Convento das Carmelitas. Empreendeu um périplo de 18 meses pela Europa, em que se fez passar por marinheiro e trabalhar como carpinteiro num estaleiro da Holanda, aprendeu a retalhar a gordura da baleia, estudou anatomia e cirurgia observando dissecação de cadáveres, visitou museus e galerias de arte.

## Início de vida

### Nascimento
Pedro nasceu em Moscou à 1h00min do dia 9 de junho de 1672. Era o primeiro filho do czar Aleixo da Rússia e sua segunda esposa Natália Naryshkina, filha de um pequeno proprietário de terras que tornara-se a protegida de Artemon Matveiev, ministro-chefe e amigo íntimo do czar. Pedro foi nomeado em homenagem a São Pedro e ao nascer tinha olhos negros, cabelos castanho-avermelhados e media 48 centímetros de altura. Ele foi batizado pelo confessor pessoal de Aleixo quatro semanas depois em 9 de julho, dia sagrado de São Pedro no calendário da Igreja Ortodoxa Russa. Um grande banquete foi servido pelo czar no dia seguinte no Kremlin de Moscou, tendo a presença de boiardos, comerciantes e outros cidadãos ilustres de Moscou.
Pedro logo recebeu uma criadagem própria, que era formada por uma ama de leite — descrita como "uma mulher boa e limpa, com leite doce e saudável" — e uma equipe de anões para servirem de companheiros do jovem czarevich. Aos dois anos sua comitiva foi expandida com catorze damas de companhia. Seus pais e Matveiev lhe enchiam de presentes, que incluíam um cavalo de madeira com sela de couro e rédeas enfeitadas com esmeraldas, e um livro com imagens criadas por pintores renomados. Entretanto, seus favoritos eram os brinquedos voltados ao mundo militar, como por exemplo soldados, fortalezas, barcos e armas em miniatura. Pedro era um menino saudável que começou a andar com apenas sete meses de vida, com Aleixo gostando de levá-lo para excursões por seus diferentes palácios e mansões nos arredores de Moscou.
O czarevich tinha duas irmãs mais novas chamadas Natália  e Teodora, com a segunda morrendo ainda criança, e também dois meio-irmãos Teodoro e Ivan, além de outras meio-irmãs, do primeiro casamento de Aleixo com Maria Miloslavskaia. A família Miloslavski tinha ascendido ao poder graças ao casamento de Maria com o czar, porém ela morreu em agosto de 1689 e consequentemente eles perderam influência para a família Naryshkin e também Matveiev, ressentindo o ministro-chefe e os filhos de Aleixo com a nova czarina junto com outras famílias boiardas cujas filhas foram preteridas em favor de Natália.

### Educação

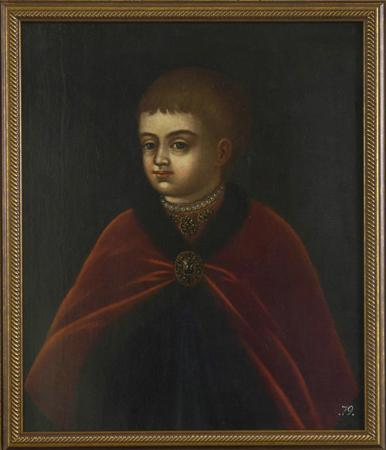
Pedro quando criança.

Aleixo acabou morrendo repentinamente em janeiro de 1676. Ele foi sucedido por seu filho mais velho Teodoro III, então com quinze anos de idade, que apesar de frágil e semi-inválido fora reconhecido em 1674 como o herdeiro de seu pai e ascendeu ao trono sem oposição. Os Miloslavski voltaram ao poder com a liderança de Ivan Miloslavski, tio do novo czar. Apesar de Teodoro nunca ter nutrido má vontade com Natália ou seus meios-irmãos, ele foi incapaz de impedir que a czarina e as crianças fossem tiradas da vida pública, enquanto os Naryshkin acabaram afastados do governo e Matveiev foi preso. Natália temia pela vida dos filhos, mas eles permaneceram intocados enclausurados dentro do Kremlin e aos poucos seus medos foram passando.
A educação de Pedro começou aos seus três anos de idade enquanto seu pai ainda estava vivo, quando recebeu uma pequena cartilha para aprender o alfabeto cirílico. Aos cinco anos, Teodoro, que também era seu padrinho, nomeou o eclesiástico Nikita Zotov para ser o tutor do czarevich com a aprovação de Natália. Sua tarefa era inicialmente ensinar Pedro a ler e escrever, com as primeiras aulas se centrando no estudo do alfabeto e de passagens da Bíblia. O czarevich mostrou-se bem curioso e Zotov passou a lhe dar aulas de canto, história russa e geografia, com livros ilustrados com figuras de lugares estrangeiros e um enorme globo terrestre sendo colocados nos aposentos de Pedro para ele aproveitar e se distrair quando estivesse cansado das lições tradicionais.
Historiadores discordam sobre a qualidade do ensino dada por Zotov: enquanto Lindsey Hughes o criticou por providenciar uma educação que não ensinou Pedro como um czar deveria ser, Robert K. Massie achou que foi a melhor possível para um menino curioso como o czarevich, ainda mais porque na época ele estava atrás de seu meio-irmão Ivan na sucessão e era improvável que se tornasse soberano. Apesar de ter sido inferior à educação dada a Teodoro por exemplo, ela foi muito melhor do que a recebida por um nobre russo comum da época e permitiu que Pedro se tornasse um autodidata na idade adulta. Zotov conquistou o afeto de seu aluno, que o manteve por perto durante toda a vida.

## Começo de reinado

### Ascensão
Teodoro conseguiu realizar uma reforma que aboliu o sistema de preferência de classes da Rússia, em que nobres só aceitavam cargos públicos ou ordens militares baseadas em sua posição social, diminuindo a burocracia e incompetência do governo. Ele havia se casado duas vezes, primeiro com Agáfia Grushetskaia e depois com Marta Apraxina, afilhada de Matveiev que pediu a liberdade dele como condição de casamento. Mesmo com duas esposas, ele não teve herdeiros e morreu em maio de 1682 sem também nomear um sucessor. Ivan e Pedro ficaram como os candidatos ao trono; apesar do primeiro fosse a opção mais lógica em circunstâncias normais como mais velho e filho da primeira esposa de Aleixo, ele era quase cego, coxo e com problemas de fala, enquanto Pedro era forte, inteligente e com uma altura acima da média para uma criança de dez anos. Independente da escolha, uma regência teria de ser estabelecida.
Uma discussão começou entre os boiardos logo depois de deixarem o aposento onde o corpo de Teodoro estava. Alguns apoiavam os Miloslavski e a reivindicação de Ivan, enquanto outros achavam impraticável entregar o trono a uma criança enferma e favoreciam Pedro. Chegou-se ao consenso de que a decisão ficaria com a população moscovita que estava do lado de fora do palácio. O patriarca Joaquim foi para a sacada e indagou a multidão: "O czar Teodoro Alexeievich, de abençoada memória, está morto. Não deixa herdeiros, apenas irmãos […] A qual dos dois czarevichs vocês entregam o poder?" Os gritos em favor de Pedro foram maiores e o patriarca aceitou a decisão. Pedro inicialmente recusou, porém foi persuadido que o melhor a ser feito era aceitar, com Natália sendo nomeada regente.
Apesar da czarina ser nominalmente a regente, esperava-se que o governo fosse na verdade comandado por Matveiev. Ele era um homem que não pertencia à classe dos boiardos e tinha conseguido alcançar a posição de ministro-chefe durante o reinado de Aleixo por mérito, não por preferência social como antigamente. Além disso, Matveiev interessava-se em assuntos eruditos e pela cultura ocidental, tendo inclusive casado-se com uma escocesa chamada Mary Hamilton. Sua forma de vida e opiniões políticas e sociais eram um contraste com a tradicionalista sociedade russa da época, gerando suspeitas entre alguns boiardos. Matveiev estava exilado na Sibéria quando Pedro tornou-se czar, voltando lentamente para Moscou e sendo bem recebido pelo caminho e até chegar na capital em 21 de maio. Pelos três dias seguintes ele recebeu em sua casa as visitas de comerciantes, amigos estrangeiros e boiardos lhe desejando felicidades e oferecendo seu apoio.

### Revolta dos Streltsi

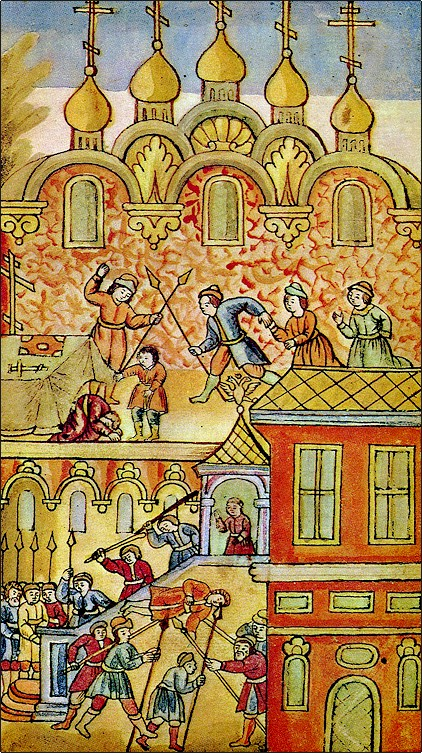
Ilustração da Revolta dos Streltsi de 1682.

Além da família Miloslavski, outros dois elementos ficaram insatisfeitos com a ascensão de Pedro e proeminência de Matveiev: a czarevna Sofia Alexeievna da Rússia e os Streltsi. Sofia era uma das filhas de Aleixo e Maria Miloslavskaia, sendo uma mulher inteligente e ambiciosa que surpreendentemente tinha conseguido certa proeminência política durante o reinado de Teodoro e temia perder sua influência sob Pedro com os Naryshkin no poder, defendendo os interesses de Ivan. Já os Streltsi eram um exército profissional criado por Ivan IV no século XVI para defender o governo, formado por "russos que viviam à moda antiga […] detestavam inovações e se opunham a reformas. […] Ignoravam a política, mas, quando acreditavam que o país estava se desviando dos caminhos tradicionais, convenciam-se facilmente de que sua interferência nos assuntos de Estado era necessária". Eles acreditavam que os Naryshkin tinham matado Teodoro e forçado o afastamento de Ivan, algo que permitiria a chegada de estrangeiros no poder e o fim dos valores antigos, além da punição deles próprios.
Ivan Miloslavski, Sofia e outros começaram a provocar os Streltsi para criar instabilidade. A revolta estourou em 25 de maio quando dois apoiadores da czarevna espalharam a notícia falsa de que Ivan tinha sido morto pelos Naryshkin, explodindo a fúria dos Streltsi que partiram para o Kremlin com a intenção de matar a família da czarina. O governo foi pego de surpresa e não teve tempo de reação antes da força revoltosa chegar na frente do Palácio das Facetas. Natália apareceu pouco depois no alto das escadas segurando as mãos de Ivan e Pedro para acalmar a agitação; ela tremia assustada, porém o jovem czar permaneceu calmo e não demonstrou medo. Logo em seguida apareceram Matveiev e o patriarca Joaquim, que conversaram com a multidão calma e compreensivamente dizendo que eles tinham sido enganados e não havia motivo de preocupações. Os ânimos pareceram esfriar e os dois homens voltaram para dentro, porém o príncipe Miguel Dolguruki, filho do comandante dos Streltsi, tinha ficado furioso com o incidente e repreendeu asperamente os homens do alto da escada. Isso inflamou o exército novamente e eles partiram escada acima para atacar.
Os Streltsi primeiro pegaram Dolguruki, que foi esquartejado ali mesmo. Em seguida eles entraram no palácio e pegaram Matveiev, arrastando-o para fora na frente de Pedro e Ivan até ser morto pela turba mesmo com as tentativas de Natália de impedir a violência. Pelo resto do dia e nos dois dias seguintes, o exército tomou o palácio e matou boiardos e membros da família da czarina, incluindo seu irmão Afanásio, porém não foram capazes de encontrar seu objetivo principal: Ivan Naryshkin, irmão de Natália que havia falado mal dos Miloslavski, era alvo de rumores de que teria maltratado Sofia e envenenado Teodoro, e que ao longo da confusão tinha conseguido se esconder. Durante todo esse tempo, Pedro permaneceu intocado isolado em um quarto. Ao final do terceiro dia, os Streltsi exigiram a entrega de Ivan Naryshkin ou mais boiardos morreriam, com Natália sendo forçada a ceder e entregar o irmão, que foi torturado e amputado até finalmente ser morto.

### Co-monarcas
Os Streltsi receberam anistia por suas ações, foram pagos os salários atrasados e ganharam um memorial para comemorar sua revolta bem-sucedida. Porém, mesmo com muitos Naryshkin mortos ou anulados politicamente, eles poderiam voltar ao poder quando Pedro ficasse mais velho, suplantando os Miloslavski novamente. Os Streltsi, sob as maquinações de Sofia e outros membros da sua família, enviaram uma exigência ao governo em 2 de junho para que Ivan fosse feito czar ao lado de Pedro com precedência por ser o mais velho, com o patriarca, arcebispos e boiardos não tendo alternativas senão aceitar. O próprio Ivan não desejava papel na política, mas foi forçado a acatar a decisão. Alguns dias depois os Streltsi vieram com uma última demanda, de que Sofia fosse nomeada regente no lugar de Natália devido a juventude e inexperiência dos dois meninos. O governo novamente estava sem alternativas e aceitou em 8 de junho.
Sofia rapidamente se movimentou para consolidar a nova estrutura política e a dupla coroação de Pedro e Ivan foi organizada de maneira apressada, ocorrendo no dia 25 de junho na Catedral da Assunção. Dois tronos idênticos foram criados, com os dois meninos sendo coroados pelo patriarca com a Coroa de Monômaco; primeiro Ivan e depois Pedro. Depois a coroa voltou para Ivan enquanto Pedro ficou usando uma réplica. Ao final da cerimônia eles foram para a Catedral do Arcanjo Miguel prestar homenagem nos túmulos dos czares do passado, terminando o dia na Catedral da Anunciação para um grande banquete de celebração.
Toda a experiência de sua ascensão e a Revolta dos Streltsi marcaram Pedro profundamente por toda a vida. Ele odiou ver familiares, estadistas e boiardos sendo massacrados, além dele próprio o czar e sua família estando a mercê de soldados revoltosos. Pedro pegou uma repulsa contra o Kremlin e seus aposentos pequenos e mal iluminados, e também contra Moscou e seu grande conservadorismo. O czar não gostava da pompa e cerimônia da capital, com todos esses sentimentos tempos depois fazendo com que ele passasse anos sem entrar na cidade. Pedro assim deixou Moscou e foi crescer no interior.

## Regência

### Crescimento

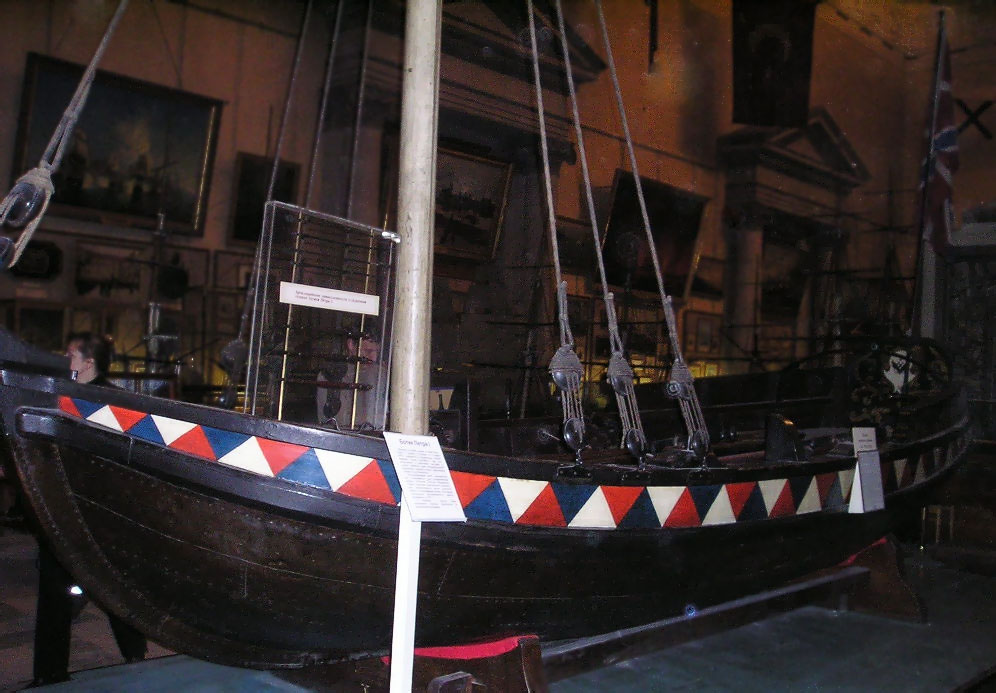
O barco que Pedro encontrou em 1688, hoje exibido no Museu Central Naval em São Petersburgo.

Os Naryshkin foram exilados politicamente e isso permitiu que Pedro ficasse longe de várias funções, exceto algumas ocasiões cerimoniais. Ele passou a morar junto com sua mãe em Preobrajenskoye, nas margens do rio Yauza e perto de florestas e campos, tendo muito tempo livre para aproveitar seu passatempo favorito: brincar de guerra. Ele costumava encomendar uniformes, canhões e pólvora, pistolas e carabinas dos arsenais do governo para satisfazer seus desejos por diversão. Enquanto crescia suas brincadeiras bélicas tornaram-se maiores; aos catorze anos ele formou um regimento militar próprio sediado em Preobrajenskoye formado por seus amigos filhos de boiardos e funcionários do governo ociosos. Posteriormente o regimento foi expandido para incluir também a vila próxima de Semyonovskoe e passou a permitir candidaturas de jovens de outras famílias nobres e classes sociais, com os exercícios militares ficando maiores e mais sérios, necessitando de consultores profissionais. Essa força eventualmente tornou-se o primeiro regimento da Guarda Imperial Russa e durou até o fim da monarquia em 1917.
Além das atividades militares, nessa época Pedro também se interessou por navegação. Certa vez em 1688, enquanto vagava por uma das propriedades reais junto com Franz Timmerman, um imigrante holandês, o czar encontrou um antigo barco de maneira supostamente inglês guardado em um armazém. A embarcação chamou sua atenção porque era diferente daquelas usadas pelos russos na época, com Timmerman contratando o também holandês Karsten Brandt para repará-lo a fim de Pedro poder navegar com ela. Ele passou a navegar quase todos os dias, primeiros nos rios e depois no lago Plescheievo, aprendendo a usar as velas, o vento e até mesmo o sextante. Pedro depois ordenou que mais barcos fossem construídos e assim Brandt, Timmerman e outros holandeses criaram para o czar uma pequena frota de barcos nas margens do Plescheievo. Estes homens acabaram tornando-se amigos próximos dele, com o czar vendo-os como grandes fontes de conhecimento e um meio de se aproximar do ocidente.
Nesse período, Pedro também aprendeu a mexer em ferramentas como machados, martelos e cinzéis. Além disso, aprendeu a ser escultor, a operar um torno mecânico e tornou-se um bom artesão de madeira. Entretanto, toda essa liberdade fez com que sua educação formal fosse encerrada; seus tutores foram dispensados enquanto o czar centrava-se em atividades práticas em vez de teóricas. Consequentemente, sua caligrafia e ortografia permaneceram terríveis, ele nunca aprendeu idiomas estrangeiros com exceção de noções básicas de holandês e alemão, e nunca se interessou por teologia e filosofia. Apesar de suas experiências práticas terem lhe sido muito úteis posteriormente em sua vida, o próprio Pedro anos depois lamentou a falta de profundidade e refinamento de sua educação.

### Primeiro casamento
Apesar de Pedro adorar seus passatempos militares e náuticos, sua mãe estava insatisfeita com as atitudes do filho. Mesmo tendo crescido no ambiente mais ocidentalizado da casa de Matveiev, Natália ficou irritada pelo interesse do czar em assuntos e pessoas estrangeiras. Os holandeses tratavam Pedro como um aprendiz, lhe apresentaram ao álcool e cachimbo, e também a mulheres estrangeiras que tinham um comportamento muito diferentes das reclusas russas; a czarina achava tudo isso inaceitável. Além disso, o filho passava bom tempo perto de canhões e velejando, colocando em risco sua vida e as perspectivas de gerar um herdeiro para continuar a dinastia Romanov. Quando Pedro chegou aos dezesseis anos em 1688, Natália achou que hora dele se casar com uma garota russa que poderia distraí-lo para longe dos militares e estrangeiros.
Ele aceitou a vontade da mãe mesmo não se interessando pelo assunto. A czarina selecionou as mulheres que considerava mais adequadas e as apresentou ao filho, que escolheu Eudóxia Lopukhina e eles se casaram em 6 de fevereiro de 1689. Ela tinha três anos a mais que ele e era oriunda de uma família antiga, respeitada e conservadora, sendo uma mulher tímida, de grande devoção religiosa e adversa àquilo que era estrangeiro. De seu casamento, eles tiveram dois filhos: Aleixo e Alexandre. O segundo morreu sete meses depois do nascimento e Pedro estava tão desinteressado que não compareceu ao funeral.
Pedro e Eudóxia eram completamente incompatíveis como casal. Ele estava na época completamente interessado em suas descobertas e atividades práticas, enquanto ela era incapaz de compreender o nível de atividade do marido e seu interesse por estrangeiros. Eudóxia tinha dificuldades em conversar com Pedro, enquanto este achava a parceira entediante. Ele voltou para Plescheievo assim que pode, escrevendo cartas para mãe mas nenhuma para a esposa. Natália continuou irritada com Pedro, porém aos poucos passou a enxergar as limitações de Eudóxia e concordar com a avaliação negativa que o filho tinha feito. Por sua vez, Eudóxia tentava chamar a atenção do czar da melhor maneira que podia, sem sucesso. Seu desgosto por estrangeiros aumentou, culpando-os por terem lhe tirado o marido.

### Governo de Sofia

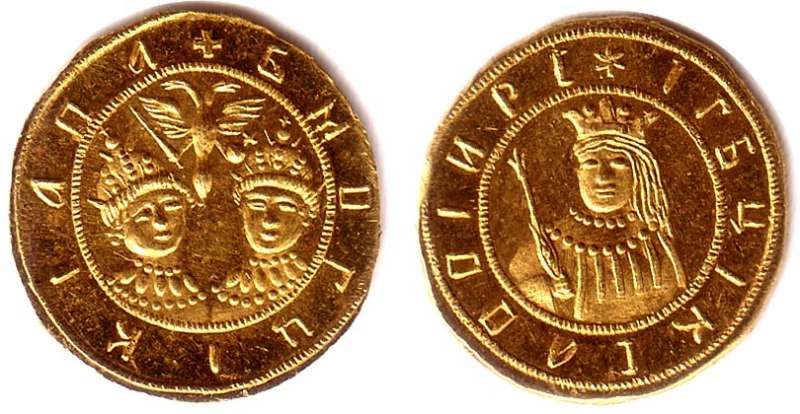
Moeda com os bustos de Pedro e Ivã de um lado, e o de Sofia no outro.

Assim que assumiu o governo, Sofia colocou seus apoiadores em posições importantes, principalmente seu favorito o príncipe Vassili Golitsyn, que foi nomeado chefe das relações exteriores e depois Guardião do Grande Selo. Durante os primeiros anos de regência, a czarevna cumpria suas funções particularmente enquanto mantinha Pedro e Ivan como figuras cerimoniais, conseguindo manter a ordem interna e colocar oficiais estrangeiros no comando do exército. Enquanto isso o príncipe aproveitou os frequentes incêndios em Moscou para reconstruir as casas de madeira com pedra, porém foi incapaz de alcançar seu sonho de melhorar a conservadora sociedade russa. Externamente, Sofia procurou aceitar as perdas territoriais que o país tinha sofrido em conflitos passados e assim para este fim enviou embaixadores para Estocolmo, Varsóvia, Copenhague e Viena com o objetivo de reforçar acordos de paz e estabelecer as novas fronteiras da Rússia.
Entretanto, o principal ponto de complicação era com a Polônia e a situação de Kiev. Esta era uma cidade ortodoxa que tinha sido entregue aos russos em 1667 durante o reinado de Aleixo, porém sob os termos do Tratado de Andrusovo ela deveria ser devolvida aos poloneses depois de dois anos. Isso nunca ocorreu e a Polônia recusava-se a abrir mão de sua reivindicação, enquanto a Rússia evitava quaisquer discussões a respeito e postergava a entrega. As coisas mudaram durante a regência de Sofia, quando o Império Otomano conseguiu uma série de vitórias militares contra a Polônia e o Sacro Império Romano-Germânico. Os poloneses e austríacos passaram a desejar ajuda russa, com uma enorme comitiva sendo enviada a Moscou procurando uma aliança. Sofia aproveitou-se da situação e aceitou prestar ajuda sob a condição de que Kiev fosse cedida definitivamente para a Rússia, algo que o rei João III Sobieski da Polônia aceitou relutantemente.
Os russos e otomanos nunca tinham antes entrado em conflito. Uma força foi enviada em maio de 1687 para a Crimeia combater os tártaros, vassalos do Império Otomano, com Golitsyn sendo forçado a assumir o comando da expedição. Ele marchou para o sul e atravessou o rio Dniepre, encontrando campos queimados e nenhum alimento para as tropas, até finalmente avistar os tártaros na cidade de Perekop. Golitsyn decidiu recuar por causa da falta de suprimentos, porém enviou cartas a Moscou dizendo que a campanha tinha sido um sucesso e foi recebido como herói por Sofia ao retornar. Porém, a verdade logo chegou na Polônia e na Áustria, que forçaram a Rússia a cumprir com sua parte do acordo. A czarevna novamente enviou o príncipe para uma nova expedição em março de 1689, que desta vez enfrentou os tártaros e conseguiu repelir alguns avanços, porém mais uma vez se viu sem suprimentos e tentou em vão chegar a um acordo de paz. Como antes, Golitsyn enviou relatos de vitórias e outra vez foi recebido como herói, porém agora a insatisfação e desaprovação geral com Sofia eram muito maiores, especialmente vindas de Pedro.

### Tomada de poder
O descontentamento com Sofia e Golitysn cresceu com o anúncio da segunda expedição militar, com os opositores da regente se reunindo ao redor de Pedro. O czar desaprovou as campanhas do príncipe e recusou aceitar as supostas vitórias, expressando publicamente sua repulsa ao favorito. Sofia ficou chocada pelas ações do meio-irmão e passou a sentir-se insegura, tentando fortalecer sua posição avaliando com os Streltsi a possibilidade de ser coroada, criando e espalhando pela Europa um retrato seu usando o cetro, orbe e a coroa de Monômaco, além de contendo versos de um poema laudatório de suas realizações, e se intitulando autocrata da mesma forma que os czares. Essas ações alarmaram os apoiadores de Pedro, e este começou a desafiar pessoalmente a meia-irmã ao destratá-la em cerimônias públicas. A tensão entre os dois lados subiu, com Sofia cada vez mais movimentando-se por Moscou cercada de guardas e bajulando os Streltsi em troca de apoio.
A crise começou em 27 de agosto de 1689 quando uma carta anônima e falsa chegou na capital dizendo que o exército de brincadeira de Pedro em Preobrajenskoye atacaria Moscou naquela noite para matar Ivan e Sofia. Como precaução, os portões do Kremlin foram fechados e vários Streltsi foram convocados para defender o palácio. Naquela noite um dos criados do czar foi entregar um despacho de rotina no Kremlin, porém sua aparição foi interpretada erroneamente pelos Streltsi como o prelúdio do ataque e ele foi espancado. Apoiadores de Pedro dentro do exército souberam do ocorrido e acharam que era o começo de um ataque por parte de Sofia, alertando Preobrajenskoye. Pedro foi acordado no meio da madrugada e partiu para refugiar-se no Mosteiro da Trindade-São Sérgio, uma grande fortaleza e o lugar mais sagrado da Rússia naquela época.
Da segurança do mosteiro, Pedro aproveitou sua posição como czar legítimo e enviou cartas aos comandantes Streltsi convocando-os até São Sérgio, porém Sofia proibiu que qualquer um deixasse Moscou sob a pena de morte. A regente enviou emissários para tentar uma reconciliação, porém sem sucesso. Dias depois o czar enviou novas cartas pedindo a presença dos comandantes, desta vez com ameaças de morte, com as deserções do lado da czarevna aumentando. Sofia foi pessoalmente para o mosteiro em 20 de setembro falar com o meio-irmão, porém sua entrada foi barrada. Logo depois de sua volta para a capital, novas cartas de Pedro chegaram denunciando uma conspiração contra sua vida. Aqueles ainda indecisos abandonaram a regente e foram para o lado do czar, quem apesar de tudo tinham jurado defender e obedecer, com as últimas tropas leais a Sofia lhe abandonando em 22 de setembro. Sem apoio político e militar, ela aceitou a derrota e abriu mão da regência. Em seguida vários de seus apoiadores foram executados, Golitysn acabou exilado para o Ártico enquanto a própria Sofia foi confinada ao Convento de Novodevichi pelo restante da vida.

## Grande Guerra do Norte

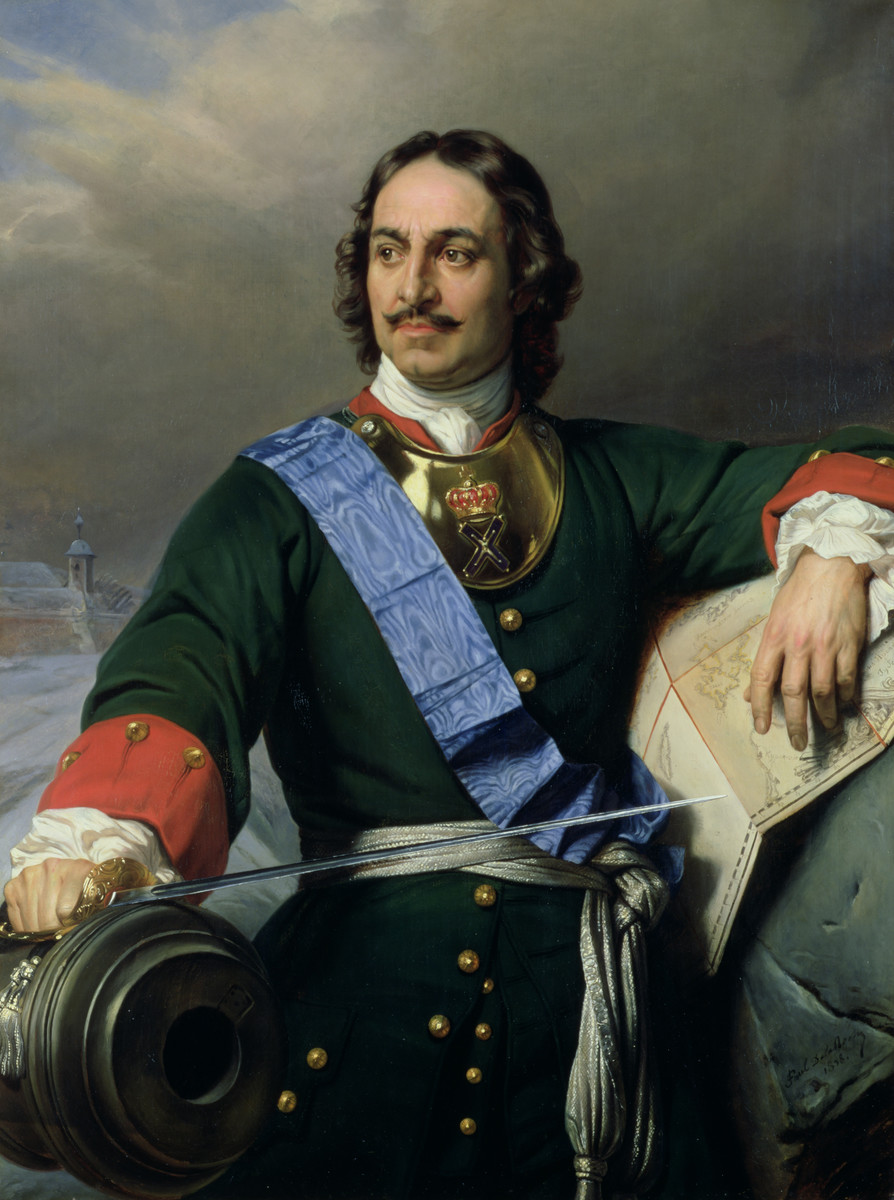
Quadro póstumo de Pedro I por Paul Delaroche.

A aliança entre a Dinamarca, Rússia, Polónia e Saxônia deu-se em segredo, durante o outono de 1699. Naquela época o governante (dito "Eleitor") da Saxônia era também rei da Polónia. Em 12 de fevereiro de 1700, tropas saxônicas atacaram a cidade sueca de Riga e outras fortificações na Livônia. No dia 20 de março Frederico IV a Dinamarca interveio militarmente contra o ducado de Holstein-Gottorp, aliado da Suécia, dando início à guerra. A Rússia, por sua vez, não demoraria a assediar o porto sueco de Narva, completando a ofensiva geral.
Após expulsar as forças russas posicionadas no leste da Polónia, Carlos XII da Suécia invadiu a Rússia. O exército de Pedro havia evoluído desde a batalha de Narva mas, ainda assim, foi derrotado em Lesnaya. Os suecos, por outro lado, começaram a sofrer problemas de abastecimento e o seu principal comboio foi interceptado e destruído. Buscando resolver este problema e também evitar o rigor do inverno russo, Carlos XII rumou para a Ucrânia, onde recebeu o auxílio do hetman Ivan Mazepa. Esta estratégia não teve sucesso e em 1709 teve sua marcha interrompida pela pequena fortificação de Poltava, onde foi derrotado decisivamente. Com apenas 1.500 homens, o rei da Suécia teve que fugir na direção da Moldávia onde, durante cinco anos, ficou sob o controle do governo do Império Otomano. Durante a sua ausência, a Suécia sofreu sucessivas derrotas, que selaram o destino do país.
Em 1714, o czar Pedro conquistou a Livônia, Estônia, Íngria, Kexholm, Carélia e toda a Finlândia. No entanto, quando a paz foi selada sete anos depois, os russos evacuaram a Finlândia, esses sete anos são chamados de "grande sacrifício".
O retorno de Carlos XII deu um temporário impulso ao esforço de guerra, mas o rei acabaria por ser morto em 1718. A guerra finalmente terminou em 1721. A Suécia perdeu grande parte do território que conquistara durante o século XVII e perdeu para sempre o papel de potência europeia.

## Modernização da Rússia
O maior êxito de Pedro foi a modernização da Rússia.
Em 1697, organiza uma expedição diplomática à Europa Ocidental, a que dá o nome de Grande Embaixada. Entre os objectivos que traça para essa embaixada, figuram a busca de conhecimentos técnicos, militares e náuticos, bem como tentar obter o apoio das restantes nações europeias para fazer frente ao Império Otomano.
Oficialmente esta expedição era liderada por Franz Lefort, mas Pedro integrava incógnito a missão, sob o nome de Pedro Mikhailov.

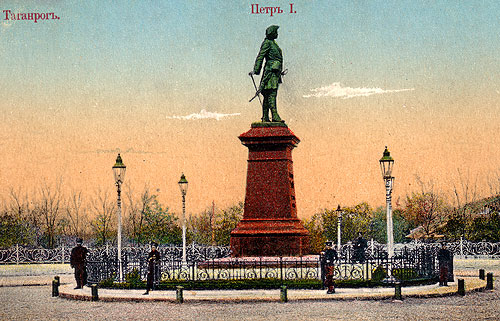
Monumento ao tsar Pedro o Grande em Taganrog.

Uma parte significativa dessa expedição foi passada nos Países Baixos onde Pedro estudou as diversas vertentes das ciências náuticas, alimentando o seu sonho de tornar a Rússia numa potência marítima.
Na língua russa, grande parte do vocabulário náutico foi assimilado da língua neerlandesa.
Essa sua experiência durou apenas 18 meses, tendo regressado à Rússia no outono de 1698 de forma inesperada ao receber notícia de uma rebelião dos streltsy em Moscovo. Quando regressou, trazia com ele várias centenas de mestres, técnicos, médicos e homens letrados que recrutou no seu périplo pela Europa.

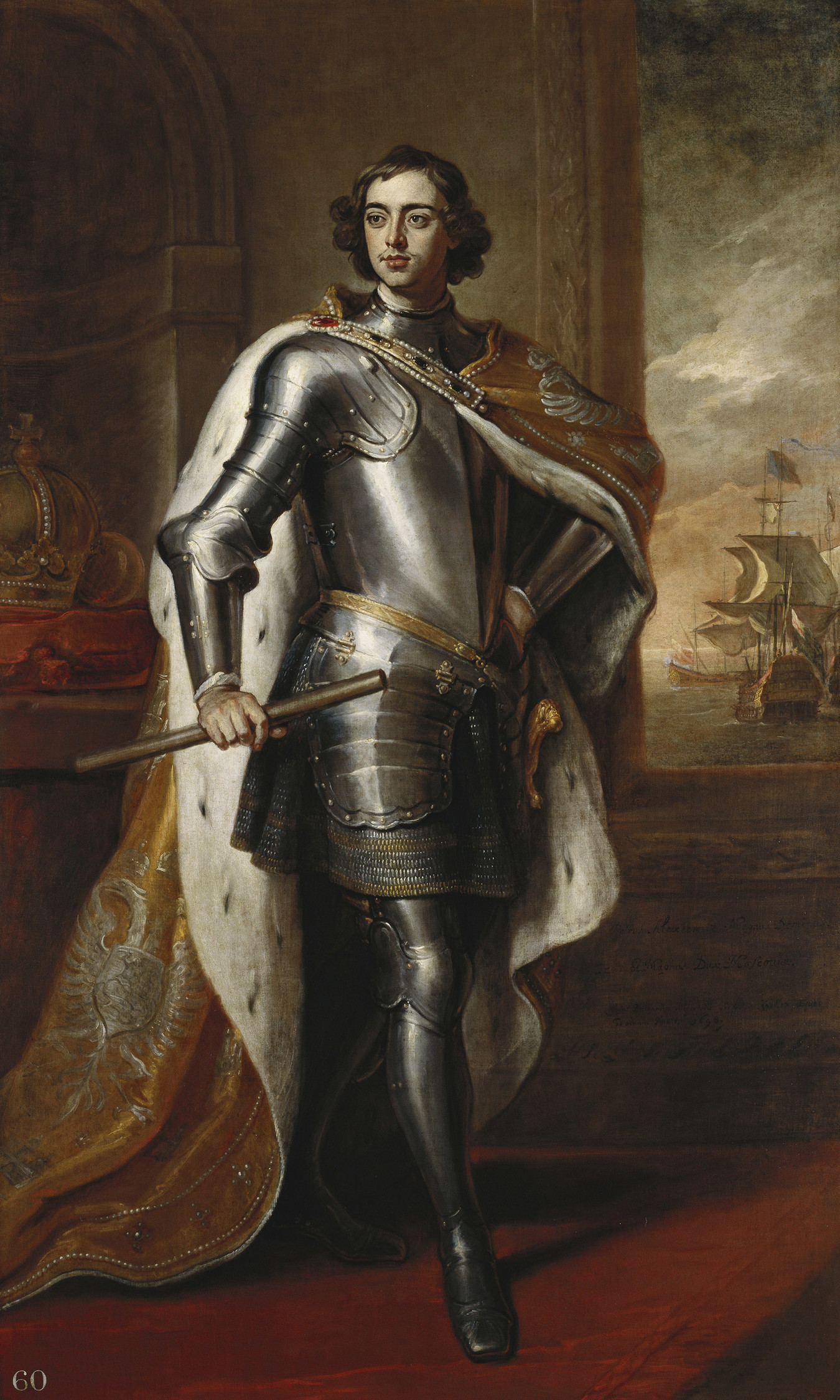
Quadro, presente de Pedro I ao Rei de Inglaterra.

Não tendo o seu objectivo de unir uma coligação contra os Turcos sido atingido, a missão foi contudo um sucesso do ponto de vista do conhecimento. Consigo traz cartas topográficas, livros, invenções de Isaac Newton, e uma visão mais modernista que se reflecte inclusivamente na nova forma de vestir que introduz na sua corte. As tradicionais barbas longas passaram a ser objecto de imposto — todos os nobres e homens de comércio que ostentassem semelhantes barbas teriam agora de pagar 100 rublos; todos os outros teriam de pagar 1 "kopeik".
Também os tradicionais trajes de influência oriental foram alvo de mudança. À entrada das cidades, eram afixados trajes de corte francês que eram agora o traje exigido aos nobres e homens de posse. A quem quisesse entrar na cidade sem tal traje, os soldados mandavam ajoelhar e cortavam a parte do traje que ficasse abaixo do joelho; como alternativa havia o pagamento de uma taxa. Apesar dos óbvios protestos populares dos cidadãos mais tradicionais, os mais jovens adaptaram-se facilmente aos novos costumes.
Pedro manda traduzir para russo diversas obras em francês, neerlandês, alemão e inglês. Em abril de 1702, Pedro declarou que todas as decisões referentes ao matrimônio deveriam ser voluntárias. O czar também proibiu o assassinato de recém-nascidos deformados. Os duelos foram banidos. Para encorajar estrangeiros a servirem na Rússia, Pedro declarou que todas as leis anteriores restringindo os direitos de cidadãos estrangeiros a passarem pelas fronteiras como quisessem agora deixavam de existir. E ainda, todos os estrangeiros receberam promessa de liberdade religiosa total enquanto estivessem na Rússia.
Em 1717 desloca-se novamente à Europa ocidental, onde visita entre outros locais, as cidades belgas de Liège, Nieuwpoort, Spa e Namur.
O seu fascínio pelo conhecimento leva-o a enviar diversas expedições de reconhecimento à Sibéria. Daniel Gottlieb Messerschmidt recolhe entre 1718 e 1727 dados sobre a geografia, população bem como sobre a fauna e flora das regiões ocidental e central da Sibéria.

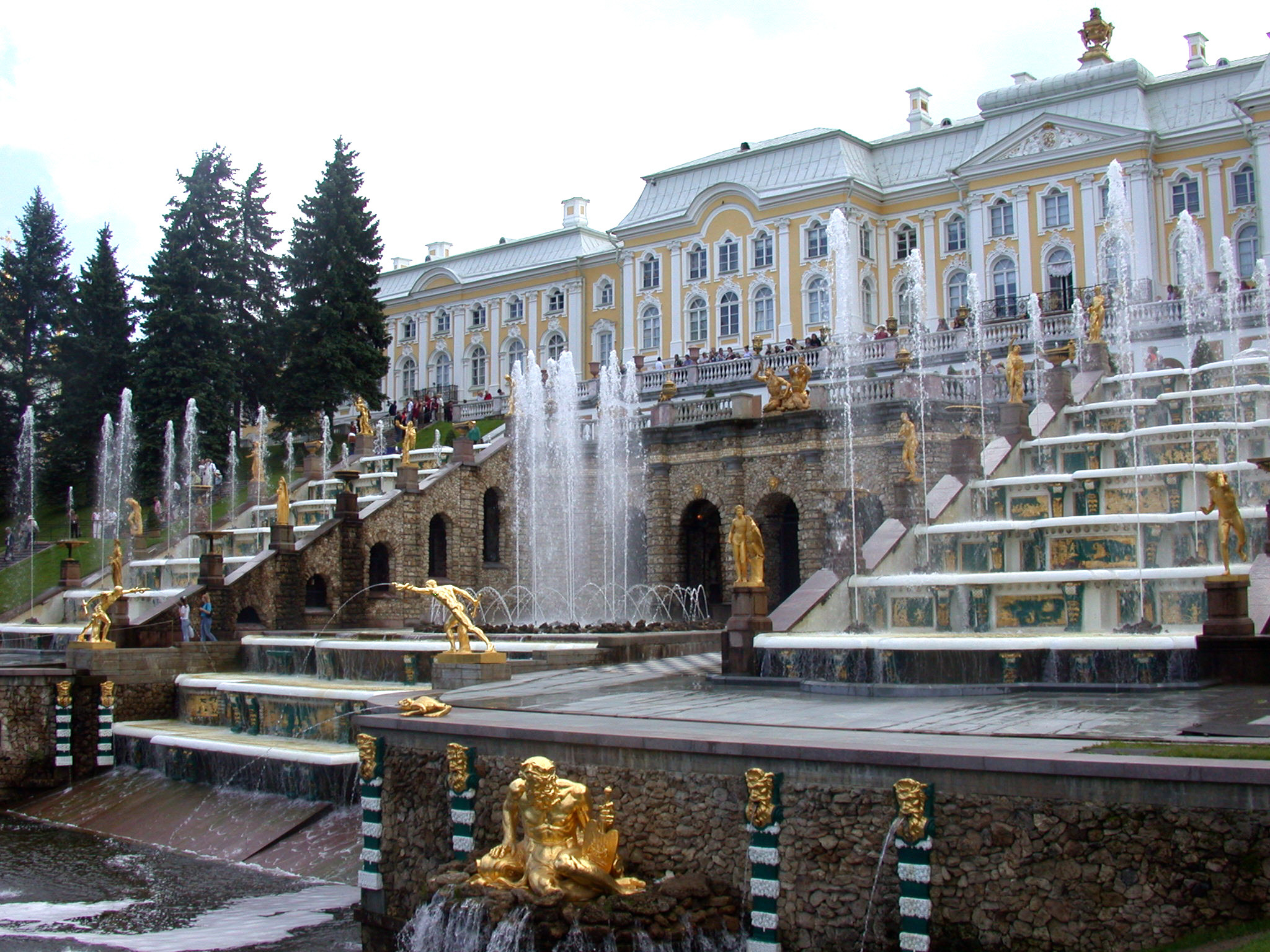
Cascata do Peterhof.

No extremo oriental a península de Kamchatka é explorada por Ivan Jevrejnov e Fiodor Lujin e o extremo norte é explorada pelo dinamarquês Vitus Bering (nome que fica associado ao estreito de Bering).
Durante o seu reinado importantes medidas são tomadas tais como a adopção do calendário juliano, a simplificação do cirílico e a reforma do sistema administrativo.
Em 1703 manda edificar São Petersburgo, a nova capital da Rússia, um projecto urbanístico de acordo com os costumes mais ocidentais. Esta seria uma porta de ligação da Rússia com a Europa ocidental também do ponto de vista cultural.
Ainda nesse ano manda construir "Peterhof", uma cidade periférica de São Petersburgo conhecida pelo seu magnânime complexo de palácios. Esse complexo só será concluído em 1725.

## Política militar
Desde cedo que Pedro se interessou pela vida militar. Quando ainda era criança e durante a sua permanência fora da corte, ele ter-se-ia entretido com casernas militares para crianças e exercícios militares a brincar, com crianças vestidas com uniformes.
Ele acreditava na meritocracia, e preferia começar por um posto subalterno e alcançar postos de comando após comprovado mérito.
Na sua expedição pela Europa Ocidental, para além dos conhecimentos que lhe permitiriam construir uma armada, Pedro assistiu a exercícios de artilharia na Prússia.
Os seus grande conflitos militares foram principalmente a Grande Guerra do Norte com Carlos XII da Suécia e as batalhas contra os Otomanos. Nota-se, que apesar de alguns fracassos militares contra o Império Turco-Otomano, todo o exército fora reformado no Império, se adequando mais aos grandes exércitos europeus. A esquadra marítima, pela primeira vez no Império, ganhou importância e a diplomacia estabelecida com o resto da Europa colocou o Império Russo no cenário político da época o marcando como potência. Apesar de ter que restituir Azov aos turcos em 1711; teve grandes conquistas territoriais, adquirindo a Livônia, a Estônia e a Finlândia pelo tratado de Nystad em 1721.

## Política fiscal
Pedro criou, em 1708, um corpo de oficiais cuja tarefa consistia em encontrar novas formas de tributar os cidadãos. Chamados pelo nome estrangeiro de fiscals, eles recebiam ordens para “sentar-se e gerar receita para o Senhor Soberano”.
Novos impostos foram criados em toda uma gama de atividades humanas. Havia o imposto do nascimento, do casamento, do funeral e do registro de testamentos. Havia impostos sobre o trigo e o sebo. Cavalos custavam impostos, assim como couro de cavalo e rédeas. Havia o imposto do chapéu e o imposto para usar botas de couro. O imposto da barba foi sistematizado e aplicado, e um imposto dos bigodes foi acrescentado. Coletava-se dez por cento de todas as tarifas de locomoção. As casas em Moscou pagavam impostos, assim como as colmeias em toda a Rússia. Havia o imposto do banho, o imposto da cama, o imposto da pousada, o imposto das chaminés de cozinha e da lenha que nelas ardia. Nozes, melões, pepinos passaram a ser tributados. Havia até mesmo um imposto sobre água potável. 
O dinheiro também vinha de um número cada vez maior de monopólios estatais. Esse arranjo, por meio do qual o Estado controlava a produção e a venda de uma commodity, definindo o preço que desejasse, era aplicado a álcool, resina, sal, piche, peixe, óleo, giz, potássio, ruibarbo, dados, peças de xadrez, baralhos, pele de lobos, arminhos e zibelinas siberianos. 
Para apertar o controle administrativo e aumentar a eficiência da coleta de impostos da enorme massa do império, em 1708 o czar dividiu a Rússia em oito gigantescos governos estaduais, entregando-os a seus amigos mais próximos. Cada governador tornou-se responsável por todas as questões civis e militares da região, e especialmente pela produção de receita.

## Morte

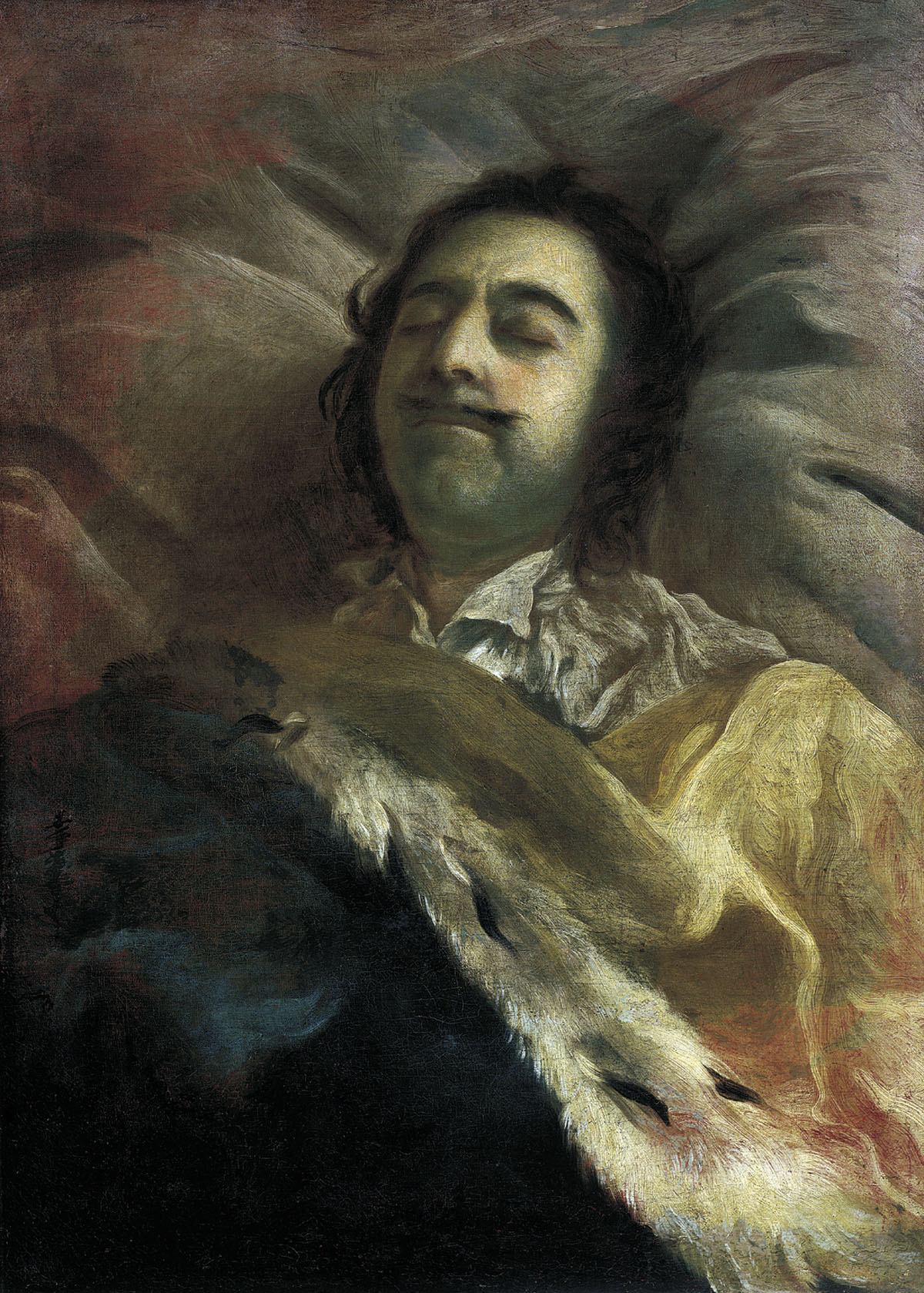
Pedro em seu leito de morte.

No inverno de 1723, Pedro, que nunca havia gozado de uma saúde completamente robusta, começou a ter complicações em seu aparelho urinário e sua bexiga. No verão de 1724, uma equipe de médicos realizou uma operação na qual a urina obstruída foi esvaziada. Pedro permaneceu de cama até o final do outono. Na primeira semana de outubro, inquieto e certo de que já estava curado, Pedro realizou uma viagem de inspeção para uma série de projetos. 
No início de janeiro de 1725, Pedro voltou a sofrer de uremia. De acordo com uma história, no seu leito de morte, ele conseguiu pronunciar as palavras: "deixo tudo…", mas não conseguiu prosseguir e mandou chamar Ana para lhe dizer a sua última vontade. No entanto, quando a duquesa chegou, o imperador já não conseguia pronunciar qualquer palavra. Baseados nesta história, alguns historiadores especularam que o desejo de Pedro era o de deixar o trono para Ana, mas isto não pode ser confirmado.
Pedro morreu entre as quatro e as cinco da manhã de 8 de fevereiro, ou 28 de janeiro, de acordo com o calendário juliano, de 1725. Foi revelado na autópsia que sua bexiga estava gangrenosa. Ele tinha cinquenta e dois anos e sete meses quando morreu, após um reinado de quarenta e dois anos.
Houve uma grande comoção na Rússia e na Europa com a notícia da morte de Pedro, embora a tristeza (pelo menos a genuína) quase certamente não estivesse presente. Nas palavras do historiador russo P. Kolvayevski:
| “ | Poderíamos ficar entusiasmados para sempre com as ações de Pedro e ainda não descrever sua plenitude, brilho e valor de tudo o que ele alcançou. Mas ao criar, destruiu. Causou dor a todos com quem ele entrou em contato. Destruiu a segurança, paz, prosperidade, interesses, força, bem-estar, direitos e dignidade de todos que o tocaram. Ele fez coisas desagradáveis para todos. Doeu a todos. Ele tocou nos interesses intelectuais, políticos, sociais, financeiros, familiares, morais e espirituais. É possível amar um político assim? De maneira nenhuma. Esses homens são odiados. | ” |

## Descendência
| Nome                                  | Nascimento              | Morte                 | Notas                                                                       |
| ------------------------------------- | ----------------------- | --------------------- | --------------------------------------------------------------------------- |
| Com Eudóxia Lopukhina                 |                         |                       |                                                                             |
| Aleixo Petrovich, Czarevich da Rússia | 18 de fevereiro de 1690 | 26 de junho de 1718   | Casou-se com Carlota Cristina de Brunsvique-Volfembutel, com descendência.  |
| Alexandre Petrovich                   | 13 de outubro de 1691   | 14 de maio de 1692    |                                                                             |
| Paulo Petrovich                       | 1693                    | 1693                  |                                                                             |
| Com Catarina I da Rússia              |                         |                       |                                                                             |
| Pedro Petrovich                       | 1704                    | 1707                  | Nasceu e morreu antes da oficialização do casamento dos pais                |
| Paulo Petrovich                       | 1705                    | 1707                  | Nasceu e morreu antes da oficialização do casamento dos pais                |
| Catarina Petrovna                     | dezembro de 1706        | junho de 1708         | Nasceu e morreu antes da oficialização do casamento dos pais                |
| Ana Petrovna                          | 27 de janeiro de 1708   | 15 de maio de 1728    | Casou-se com Carlos Frederico, Duque de Holsácia-Gottorp, com descendência. |
| Isabel                                | 29 de dezembro de 1709  | 5 de janeiro de 1762  | Imperatriz da Rússia de 1741 até 1762.                                      |
| Maria Petrovna                        | 20 de março de 1713     | 27 de maio de 1715    |                                                                             |
| Margarida Petrovna                    | 19 de setembro de 1714  | 7 de junho de 1715    |                                                                             |
| Pedro Petrovich                       | 15 de novembro de 1715  | 19 de abril de 1719   |                                                                             |
| Paulo Petrovich                       | 13 de janeiro de 1717   | 14 de janeiro de 1717 |                                                                             |
| Natália Petrovna                      | 31 de agosto de 1718    | 15 de março de 1725   |                                                                             |
| Pedro Petrovich                       | 7 de outubro de 1723    | 7 de outubro de 1723  |                                                                             |